# Servando y Florentino
Servando y Florentino sind ein venezolanisches Popmusik-Duo, bestehend aus den Brüdern Servando Primera und Florentino Primera. Ihre Musik ist stark von Salsa (Musik) geprägt.
Die Gruppe war zunächst in den 1990er Jahren erfolgreich, um die Jahrtausendwende trennte sie sich allerdings. 2006 folgte ein Comeback mit dem Album Servando y Florentino.
Auf Tour war das Duo unter anderem mit Calle Ciega.

## Diskografie
Alben
- 1997: Los primera (Bat Records / WEA Latina)
- 1998: Muchacho solitario (Discos hecho a mano / WEA Latina)
- 1999: De primera a primera (Discos hecho a mano)
- 2000: Paso a paso (Discos hecho a mano / WEA Latina)
- 2004: Servando y Florentino (Universal Music Latino)
- 2010: Se acabo